# Christian von Plettenberg
Christian von Plettenberg (* 2. März 1612; † 18. Juli 1687) war Domherr, Domkantor, Domscholaster und Assessor der Landespfennigkammer im Hochstift Münster.

## Leben

### Herkunft und Familie
Christian von Plettenberg wuchs als Sohn des vom protestantischen zum katholischen Glauben konvertierten Christian von Plettenberg (1576–1646) und seiner Gemahlin Anna Vogt von Elspe zu Bamenohl mit seinen Geschwistern Bernhard (1618–1679) und Ida (1603–1671, Äbtissin in Fröndenberg) in der Adelsfamilie von Plettenberg auf. Die Kinder seines Bruders Bernhard hatten kirchliche und weltliche Ämter inne:
- Friedrich Christian (* 1644, † 1706, Bischof von Münster)
- Maria Ida, Stiftsdame zu Fröndenberg, ⚭ Johann Friedrich von Beverförde
- Wilhelm (1652–1711, Landkomtur des Deutschen Ordens)
- Christian Dietrich (1647–1694, Domherr und Domscholaster in Hildesheim)
- Friedrich Mauritz (1648–1714, Domherr in Hildesheim und Münster)
- Ferdinand (1650–1712, Dompropst in Münster)
- Johann Adolf (1655–1696, kurkölnischer Kämmerer und Geheimrat)
- Bernhard (1657–1708, Domkantor in Paderborn)

### Wirken
Mit der Aufschwörung auf die Geschlechter Plettenberg, Vogt und Schüngel kam Christian am 5. Mai 1636 nach dem Tode des Domherrn Johann Philipp von Winkelhausen in den Besitz der Dompräbende in Münster. Nach dem Tode Jobsts von Vörden am 29. Januar 1642 erhielt er eine Option auf die Obedienz Käsamt (officium caseorum). Am 12. Mai 1666 wurde er zum Assessor der Domkellnerei ernannt und optierte am 3. August 1658 das Archidiakonat Albersloh. Das Domkapitel war mit dem Ansinnen einverstanden und bat den Bischof um Bestätigung. Dies bedeutete die Übernahme der Domkantorei. Mit der Wahl zum Domscholaster am 13. November 1666 musste Plettenberg das Amt des Domkantors aufgeben.